# Вирска флотила морнарице НОВЈ
Вирска флотила морнарице НОВЈ формирана је крајем септембра 1943. у Ражанцу, у саставу Морнаричког одреда Ражанац. Сачињавали су је патролни чамци Нова Зора и Сокол, наоружани са по 2 тешка митраљеза од 8мм. Заједно са Морнаричким одредом Ражанац ушла је 23. октобра 1943. у састав III поморског обалског сектора (ПОС). Оперисала је у Велебитском каналу (од Лисарице до Новиграда), Љубачким вратима, Нинском заливу, Вирском мору и Задарском каналу. Основни задаци флотиле били су патролна служба и напади на непријатељски поморски саобраћај. Крајем новембра, после непријатељског искрцавања на задарска острва и повлачења главнине III ПОС на Вис, Вирска флотила је остала на свом подручју. Чамци Вирске флотиле напали су и заробили 6. јануара 1944, у Вирском мору, наоружани непријатељски моторни брод, који је отегљен у Стари-град где је потопљен. Група бораца Вирске флотиле покушала је 22. јануара да зароби наоружани немачки реморкер Constante у луци Петрчане код Задра. Заробљен је командант брода (Италијан) с четири морнара, али је део немачке посаде успео да исплови и ноћу 22/23. јануара насуче реморкер код рта Плоче на јужном делу острва Олиба, где су га ноћу 24/25. јануара уништили патролни чамци II ПОС ПЧ 1 - Јадрани ПЧ 2-Мацола. Надирањем непријатељских снага на слободну територију северне Далмације, Вирска флотила се повукла на острво Вир. Ноћу 27/28. јануара она је, са осталим бродовима Морнаричког одреда Ражанац, пребацила Задарски партизански одред на Дуги оток, а затим поновно на копно. Непријатељски авиони потопили су 8. фебруара у ували Влашић (острво Паг) патролни чамац Нова Зора. Због немогућности даљњег опстанка на подручју свог деловања, Вирска флотила и Морнарички одред Ражанац повукли су се крајем фебруара 1944. на Дуги оток где су расформирани. Преостали бродови ушли су у састав III ПОС.